# 27
Aquesta pàgina és per a l'any. Per al nombre, vegeu vint-i-set.

## Esdeveniments
- El mal estat de l'estai Fidenae al caure provoca la mort de 20.000 els 50.000 espectadors.[1]
- Utilitzant les dates i els intervals enumerats a l'Evangeli de Lluc, aquest any es pot establir com quan Joan Baptista comença a predicar al Jordà. També és probable que Jesús de Natzaret fos batejat per Joan els darrers mesos d'aquest any abans de la seva temptació i la primera de les tres Pasques enumerades a l'Evangeli de Joan.

## Naixements
- Judea: Herodes II Agripa
- Petroni, escriptor romà
- Wang Chong, escriptor xinès